# サバア王国

サバア王国
سبأ

230年頃の勢力図。アラビア半島の黄土色がサバア王国。

サバア王国（サバアおうこく、アラビア語: سبأ、Saba'）は、かつてアラビア半島南部に存在した国家。首都はシルワーフ（シルワ）、マアリブ。南アラビアの碑文史料に初めて現れた国家である。

## 歴史

### 初期
サバア王国の成立時期は紀元前8世紀末に遡ると考えられている。王国の時代区分は紀元前750年頃から紀元前500年頃のムカッリブ時代と紀元前500年頃から紀元前115年までのマリク時代に大別される。7代目の王スムフ・アリまでは「僧王」を意味する「ムカッリブ（Mukarrib）」あるいは「マクルーブ（Makrūb）」、8代目の君主カリバイル・ワタル以降は「王」を意味する「マリク（Malik）」が君主号として用いられていた。
サバアの呼称は紀元前8世紀に初めて登場する。まず、紀元前8世紀半ばにユーフラテス川中流のスフの王がタイマーとサバアの隊商を襲撃したという記録を残す。ついでアッシリア王ティグラト・ピレセル3世の年代記の服属貢納した諸族のリストのなかでサバアの名が挙げられている。
アッシリア王サルゴン2世の年代記では、紀元前716年/5年に同王が行った遠征に際して、サバア人イタァアマルから貢物を受け取ったという記述がある。また、センナケリブ治世の紀元前685年には、アッシュール市の新年祭神殿建立記念碑文のなかでサバア王カリビルが宝飾品と香料を献上した旨が記されている。これらの記録が南アラビアに王国が存在していたことを証明する最古の史料となっている。2005年にシールワーフで発見された石碑から、サルゴン2世に貢納した王はイサァマアル・ワタルと考えられる。また、センナケリブに貢納した王は5代目のカリバイル・バジンあるいは6代目のカリバイル・ワタルのいずれかと推定されている。かつてサバア王国の首都シルワが存在した場所にはアル＝カリバと呼ばれる集落の遺跡が存在し、集落を取り囲む城壁はムカッリブの一人であるヤダ・イルによって建造されたことが伝えられている。

### 前期
シールワーフの石碑によれば、サバア王国の覇権は紀元前8世紀から紀元前7世紀にかけて、イサァマアル・ワタルとカリバイル・ワタルの二人によって確立されたと考えられる。
イサァマアル・ワタルはアウサーン王国と結んで南部のカタバーン王国を降し、北方のジャウフ地方のカミフナーを討つ。さらに南部の高地に転じ、ダハスから6000、ルアインから4000の戦死者を出したという。その後に王位についたカリバイル・ワタルは劣勢となったハドラマウト王国、カタバーン王国と結んで、かつて同盟国であったアウサーンを破り、アウサーンの町と水利施設を破壊した。アウサーン側から16,000の戦死者が出、40,000人が捕虜となったという。その後はジャウフ地方に転じてナジュラーンまで進み、ムハァミル族とアミール族を破って5000人を殺戮し、12,000人の捕虜と20万頭の家畜を得たと記録されている。カリブイル・ワタルの遠征は8度に及び、ハドラマウトとカタバーンはサバア王のムカッリブとしての権威を認め、ジャウフ地方の諸都市は衛星国とされ、旧カタバーン領の多くはサバアに併合された。
紀元前1千年紀前半のサバア王国はサバア人の居住地域を越えて多くの民族を支配し、その性質を連邦や帝国に擬する研究者も存在する。アラビア半島対岸のエリトリア、エチオピア北部にはサバアとの強い関係を示す遺跡、碑文が存在し、サバアと同じ建築様式、文字、神殿の主神が確認されている。こうした発見から紀元前1千年紀前半にサバア王国から東アフリカへの大規模な移住が行われたと推測され、また紀元前5世紀から紀元前4世紀にかけて東アフリカに存在した国家の君主は現地民であるダァマトと移民のサバアを統治するムカッリブを称していた。

### 後期
紀元前6世紀になると商業国家マイーン王国の勃興や新バビロニア王ナボニドゥスのテイマ支配などにより、サバア王国の覇権は次第に陰りを見せ、ムカッリブの称号もハドラマウトやカタバーンの王に奪われる。
マリク時代に入り、シルワーフの東方に位置するマアリブに首都が移る。当時サバア王国は東アフリカ、東アラビア、メソポタミア、インド洋世界との海上交易で利益を上げ、主要な商品として香料が扱われていた。王国は香料貿易とマアリブ・ダムに代表される灌漑農業を経済の基盤として発展していき、国が蓄えた富がシバの女王の伝説を生んだと考えられている。紀元前2世紀にサバアはマイーン王国の一部を併合する。
一方で紀元前2世紀はセレウコス朝にシリアを奪われたプトレマイオス朝が紅海ルートの開拓を推進。ギリシア系エジプト商人の紅海・インド洋への進出が進み、アラビア半島を経由する内陸交易が衰えた。さらに紀元前2世紀後半にはアラビア半島全体でベドウィンの活動が活発化し、イエメンの政治・経済の中心は内陸部のオアシス地帯から高原部に移っていく。
紀元前2世紀から1世紀にかけて、カタバーン王国から離脱した高原地帯の諸部族がヒムヤル王国を形成。『エリュトゥラー海案内記』などによれば、紀元後1世紀にヒムヤルとサバアが半世紀以上にわたって同君連合を形成していたという。
紀元後にはサナアなどの西部高原の都市の重要性が高まり、北方の諸部族の影響力が強まった。王権を主張する複数の部族集団の間で内戦が起こり、長期かつ散発的な内部抗争の末に王国は衰退していく。サバア王国はヒムヤル王国、ハドラマウト王国と南アラビアの支配権を巡って争い、エチオピアのアクスム王国が紅海を越えてアラビア半島に進出する。2世紀末にはアクスムと結んだサバア王シャァル・アウタルが一時的に南アラビアの覇権を握るも、275年頃にサバア王国はヒムヤル王国に最終的に併合された。

## 宗教
サバア王国では異なる文化に属する諸部族を精神的に統一するため、宗教が利用されていた。
他の南アラビアの国家と同様にサバア王国でも月の神を頂点とする天体信仰が主流であり、シルワには月の神アルマカフ（アルマカ）を祀る神殿が建てられていた。アルマカフのほか、アラビアの他の部族と同様にアスタルという神が多くの神殿の主神として信仰されていた。支配者とその近親はラウズ山やシルワーフなどの土地でアスタルを祀る饗宴を執り行い、ラウズ山の山頂付近にはテーブルとベンチが設置された宴会場の遺構が存在する。サバア人、彼らと同盟関係にあった部族はサバア暦アブハイ月にアルマカフを祀ったマアリブのアッワーム神殿を巡礼し、巡礼は部族連合の関係を強化する機会を提供した。

## 「シェバ」との関連性
サバア王国は旧約聖書中に現れる「シェバ」の地の王国と同一視される。5世紀の歴史家フィロストルギオスは『教会史』でヒムヤル王国の住民がかつてサバ人と呼ばれ、この地の女王がソロモン王に面会するため旅立ったことを記している。しかし、聖書内のシェバを古代セム文明に属する南アラビアのサバア王国と同一視する見解に異論を投じる研究者も存在する。Israel FinkelsteinとNeil Asher Silbermanはサバア王国の成立時期を紀元前8世紀以降に定めており、
シェバの女王の物語は紀元前7世紀に作り出されたものであり、アラビア交易へのユダヤ人の参入の正当化を主張するための物語である
と説明している。ケネス・キッチンは、マアリブを首都とする王国が存在した時期を紀元前1200年から275年の間に定めている。
20世紀後半に行われた発掘調査と碑文研究の進展の結果、ソロモン王と対面したことで知られているシェバの女王の史実性は多くの研究者から疑問視されている。ソロモン王が在位した紀元前10世紀にサバア王国は存在していないと考えられており、南アラビアに女性君主が存在した史料の存在も確認されていない。